# Edmond Richer
Pour les articles homonymes, voir Richer.
Edmond Richer, né le 15 septembre 1560 à Chaource et mort le 28 ou 29 novembre 1631, est un théologien gallican français.

## Biographie
Richer vint achever ses études dans la capitale où il passa sa licence au collège du Cardinal-Lemoine. D’un caractère impétueux, il se distingua beaucoup dans le parti de la Ligue qu’il avait embrassé, allant jusqu’à approuver, dans une de ses thèses, soutenue au mois d’octobre 1591, l’action de Jacques Clément, avant de se rallier à l’autorité du nouveau roi, Henri IV. Après l’obtention de son doctorat en Sorbonne en 1590, il devint grand-maître du collège du Cardinal-Lemoine, puis syndic de la faculté de théologie de Paris, le 2 janvier 1608.
Préférant l’autorité des évêques à celle du pape, il était partisan du gallicanisme, dont il défendait les thèses. En 1611, il s’éleva avec force, contre la thèse d’un dominicain qui soutenait l’infaillibilité du pape et sa supériorité sur le concile. À la sollicitation de Nicolas de Verdun, premier président du parlement, il composa la même année, un petit écrit in-4°, intitulé : Libellus de Ecclesiastica et Politica Potestate, renfermant un abrégé de la doctrine de l’Université sur l’autorité du Pape, pour établir les principes sur lesquels la doctrine de l’Église de France et de la Sorbonne, touchant l’autorité du concile général et du pape, était, selon lui, fondée. Il établit presque tous les principes que développera Marc-Antoine de Dominis dans son De Republica ecclesiastica. Attaquant la puissance du pape, il formulait des principes qui renversaient la puissance royale aussi bien que celle du souverain pontife et des évêques : « Chaque communauté a droit immédiatement et essentiellement de se gouverner elle-même, c’est à elle et non à aucun particulier que la puissance et la juridiction a été donnée. » Ce petit livre, qui prenait fait et cause pour la limitation du pouvoir des évêques et des gouvernements temporels, fut l’objet de violentes disputes, et il attira à son auteur des persécutions qui ne finirent qu’avec sa mort. L’ouvrage ayant soulevé le nonce, les évêques et plusieurs docteurs contre lui, on voulut le faire déposer du syndicat, et faire anathématiser son livre par la faculté de théologie. Nicolas de Verdun eut assez de crédit pour parer ce coup, mais le cardinal Du Perron, archevêque de Sens, assembla tous les évêques de sa province, et, après plusieurs conférences, l’ouvrage de Richer fut condamné le 13 mars 1612. Son livre, proscrit à Rome, le fut encore par l’archevêque d’Aix et par les évêques de sa province, le 26 mai de la même année. Une foule d’écrits parurent de tous côtés pour le réfuter. « Cet ouvrage, dit le cardinal Du Perron, est un levain de vieille doctrine qu’il a couvée et soutenue dès longtemps, en laquelle, encore qu’il ait changé de procédure, pour le fait de l’Église, néanmoins il a conservé les mêmes maximes qu’il tenait alors pour le fait de l’État. Car l’an 1591, au mois d’octobre il soutint publiquement, en Sorbonne, que les États du royaume étaient indubitablement par-dessus le roi, etc. »
Le cardinal de Richelieu s’alarma des principes de Richer, qu’il trouvait dangereux. Ce ministre crut qu’il avait eu en vue d’attaquer les deux puissances par ses principes généraux. La cour interdit à Richer de rien écrire pour sa justification, et ordonna à la faculté de le déchoir du syndicat. Un autre syndic fut élu en 1612, date à partir de laquelle les syndics de la faculté ont été élus tous les des deux ans, alors qu’ils étaient perpétuels auparavant. Richer cessa de se rendre aux assemblées de la faculté, et se renferma dans la solitude, uniquement appliqué à l’étude. Comme on l’accusait de continuer à dogmatiser, il fut enlevé et mis dans les prisons de Saint-Victor. Le 7 décembre 1629, il finit par émettre une rétractation où il protestait qu’il était prêt à rendre raison des propositions de son livre De la puissance ecclésiastique et politique. Il en donna une seconde, où il reconnaît l’Église romaine pour mère et maîtresse de toutes les Églises, et déclare que ce qu’il avait écrit « était contraire à la doctrine catholique, exposée fidèlement par les saints Pères ; faux, hérétique, impie, et pris des écrits empoisonnés de Luther et de Calvin. » Enfin, pour ne laisser aucun doute sur la sincérité de ses rétractations, il en donna une troisième en 1630. L’historien du père Joseph de Paris et l’abbé Racine disent que celle-ci lui fut extorquée, mais le Journal de Trévoux a réfuté avec succès cette assertion en janvier 1703.
En relativisant l’autorité du pape, Richer ouvrit la voie au courant janséniste qui embrassa le système de Richer uniquement pour ce qui concerne les rapports entre les évêques et la papauté. Ainsi, Saint-Cyran pensait qu’il y avait de la témérité à traiter les richéristes d’hérétiques ou de schismatiques.
Richer a aussi écrit sous le nom de « Thimotée François ».

## Le richérisme
À partir des idées d’Edmond Richer se développa une doctrine ecclésiologique, le richérisme, qui s’implanta fortement dans le bas-clergé.
La doctrine entend appliquer le principe de gouvernement des communautés à tous les niveaux de l’organisation ecclésiale. Au niveau supérieur, le richérisme se confond avec la doctrine gallicane qui considère que le Pape est soumis, en termes d’autorité temporelle et dogmatique, au Concile, donc à l’ensemble des évêques représentant le peuple chrétien. Mais la doctrine n’en reste pas à ce premier niveau. Ainsi de la même manière, l’évêque est soumis, au synode diocésain, donc à l’ensemble des curés représentant le peuple chrétien du diocèse. On comprend que le richérisme recueillait les faveurs du bas-clergé. Et enfin au troisième niveau, le curé est soumis à l’assemblée paroissiale, donc à l’ensemble du peuple chrétien de la paroisse.
Très influents à l’Assemblée constituante, les partisans du richérisme orientèrent la réorganisation de l’Église gallicane, tant à l’égard de la constitution civile du clergé qu’à l’égard de la constitution ecclésiastique, autour du principe de gouvernement démocratique des communautés paroissiales et diocésaines dont le système de Richer avait fourni l’une des premières théorisations.